# Бибер, Мартин
Мартин Мориц Бибер (нем. Martin Moritz Bieber; 10 ноября 1900 — 19 октября 1974) — немецкий военачальник, генерал-майор вермахта, командующий пехотными дивизиями народного ополчения во время Второй мировой войны. Кавалер Рыцарского креста Железного креста с Дубовыми листьями, высшего ордена нацистской Германии. Взят в плен советскими войсками в мае 1945 года. Освобождён из плена в октябре 1955 года.

## Награды
- Железный крест (1914)
  - 2-го класса (4 ноября 1917)
  - 1-го класса (22 сентября 1918)
- Нагрудный знак «За ранение» (1914)
  - в чёрном (15 августа 1918)
- Почётный крест Первой мировой войны 1914/1918 с мечами (23 января 1935)
- Медаль «За сооружение Атлантического вала» (20 апреля 1940)
- Пряжка к Железному кресту (1939)
  - 2-го класса (10 июня 1940)
  - 1-го класса (24 июня 1940)
- Нагрудный штурмовой пехотный знак (24 августа 1941)
- Нагрудный знак «За ранение» (1939)
  - в серебре (15 февраля 1942)
- Медаль «За зимнюю кампанию на Востоке 1941/42» (18 августа 1942)
- Немецкий крест
  - в золоте (2 января 1942)
- Рыцарский крест Железного креста с дубовыми листьями
  - рыцарский крест (28 июля 1943)
  - дубовые листья (2 сентября 1944)